# Baťovská vesnická komunita
Baťovská vesnická komunita (ukrajinsky Батівська селищна громада) je územní společenství na Ukrajině, v Berehovském rajónu Zakarpatské oblasti. Správním centrem je Baťovo. Vznikla dne 12. června 2020. V této komunitě jsou tato sídla:
| Název obce             | Název obce                | Název obce       |
| Transkripce do latinky | Ukrajinský název v azbuce | Česky/ Slovensky |
| ---------------------- | ------------------------- | ---------------- |
| Batraď                 | Батрадь                   |                  |
| Goronglab              | Горонглаб                 | Haranglab        |
| Svoboda                | Свобода                   |                  |
| Badiv                  | Бадів                     |                  |
| Bakoš                  | Бакош                     |                  |
| Danylivka              | Данилівка                 |                  |
| Serně                  | Серне                     | Serně            |
| Barkasovo              | Баркасово                 |                  |